# Millennium Peak
Der Millennium Peak ist ein etwa 1800 m hoher Berggipfel auf der antarktischen Ross-Insel. Er ragt 6 km ostnordöstlich des Gipfels von Mount Erebus am nordöstlichen Hang dieses Vulkans auf.
Das Advisory Committee on Antarctic Names benannte ihn im Jahr 2000 anlässlich der Jahrtausendwende.